# Werner Hölzenbein
Werner Hölzenbein (* 4. Februar 1939; † 28. Juni 2023 in Koblenz) war ein deutscher Fußballspieler. In der Debütsaison der Fußball-Bundesliga, 1963/64, absolvierte der Stürmer beim 1. FC Saarbrücken fünf Ligaspiele und erzielte ein Tor.

## Karriere
Hölzenbein kam aus der Amateurliga Rheinland vom FC Urbar zur Saison 1961/62 zu TuS Neuendorf in die Fußball-Oberliga Südwest. Der Angreifer debütierte am 6. August 1961 beim 5:1-Heimerfolg gegen den 1. FC Kaiserslautern in der Oberliga. Er agierte im damaligen WM-System auf Halbrechts und hatte den Gastgeber in der 29. Minute mit 1:0 in Führung gebracht. Der Ex-Amateurfußballer absolvierte alle 30 Ligaspiele und erzielte an der Seite von Mitspielern wie Hans-Adolf Weis (21-17) und Otto Hölzemann (28-6) 15 Tore. Die erstklassige Oberligaära beendete er am 12. Mai 1963 als Torschütze zum 1:0-Endstand beim Heimspiel gegen den Tabellendritten FK Pirmasens. Insgesamt hatte der auf allen Angriffspositionen einsetzbare Offensivakteur in den zwei letzten Runden des alten Oberligasystems 49 Ligaspiele für den Stadtteilklub aus Koblenz absolviert und dabei 23 Tore erzielt. Zur ersten Bundesligasaison 1963/64 bekam er beim Südwestvertreter 1. FC Saarbrücken einen Vertrag und wechselte in das Saarland.
Neben dem Angreifer aus Neuendorf kamen noch Heinz Steinmann und Werner Rinass in das Ludwigsparkstadion. Unter Trainer Helmut Schneider kam Hölzenbein auf fünf Bundesligaeinsätze und erzielte ein Tor. Er debütierte in der zentralen Liga am 14. Dezember 1963 bei einer 1:4-Auswärtsniederlage gegen den FC Schalke 04 auf Linksaußen und erzielte den Ehrentreffer für die Saarländer. Gegen die Stammspieler im Angriff wie Erich Maas, Rinas, Dieter Krafczyk, Rainer Schönwälder und Heinz Vollmar konnte er sich nicht durchsetzen. Am 18. April 1964 bestritt er beim 3:2-Heimerfolg gegen den SV Werder Bremen sein letztes Bundesligaspiel. Der 1. FC Saarbrücken stand mit Hölzenbein auf dem letzten Tabellenplatz und stieg im ersten Jahr der Bundesliga mit Preußen Münster in die Regionalliga ab. Er blieb noch ein Jahr und erzielte in der zweitklassigen Fußball-Regionalliga Südwest in 33 Spielen 14 Tore und konnte die Meisterschaft in der Südweststaffel feiern. Das Traineramt hatte im Laufe der Runde der saarländische Verbandstrainer Jupp Derwall übernommen. In der anschließenden Aufstiegsrunde scheiterte Saarbrücken am FC Bayern München. Hölzenbein hatte alle sechs Spiele gegen München, Alemannia Aachen und Tennis Borussia Berlin bestritten und dabei drei Tore erzielt. Das Heimspiel am 5. Juni gegen den FC Bayern gewann Saarbrücken mit 1:0 Toren; Hölzenbein stürmte dabei auf Rechtsaußen. Zur Runde 1965/66 kehrte er wieder nach Neuendorf zurück.
In seiner alten Heimat erzielte er in 27 Saisonspielen 22 Tore und belegte mit TuS hinter FK Pirmasens, 1. FC Saarbrücken und FSV Mainz 05 den vierten Rang. Beim 4:2-Heimerfolg gegen seinen vormaligen Club 1. FC Saarbrücken am 17. Oktober 1965, zeichnete er sich als dreifacher Torschütze aus. In den zwei Runden 1967/68 und 1968/69 errangen Hölzenbein und Kollegen unter Trainer Herbert Rappsilber mit TuS Neuendorf zweimal die Vizemeisterschaft, jeweils hinter dem SV Alsenborn. In den zwei Aufstiegsrunden konnte er mit Mitspielern wie Rudolf Krätschmer (Torhüter), Helmut Horsch, Otto Jaworski, Hans Sondermann, Günter Funke, Rudolf Stracke, Alfred Brecht und Bernd Vogtmann den Bundesligaaufstieg nicht realisieren. Nach insgesamt 131 Regionalligaspielen mit 53 Toren in der Südweststaffel sowie 20 Aufstiegsrundeneinsätzen mit acht Toren beendete er im Sommer 1969 seine höherklassige Laufbahn.